# Akademie der Wissenschaften und der Literatur

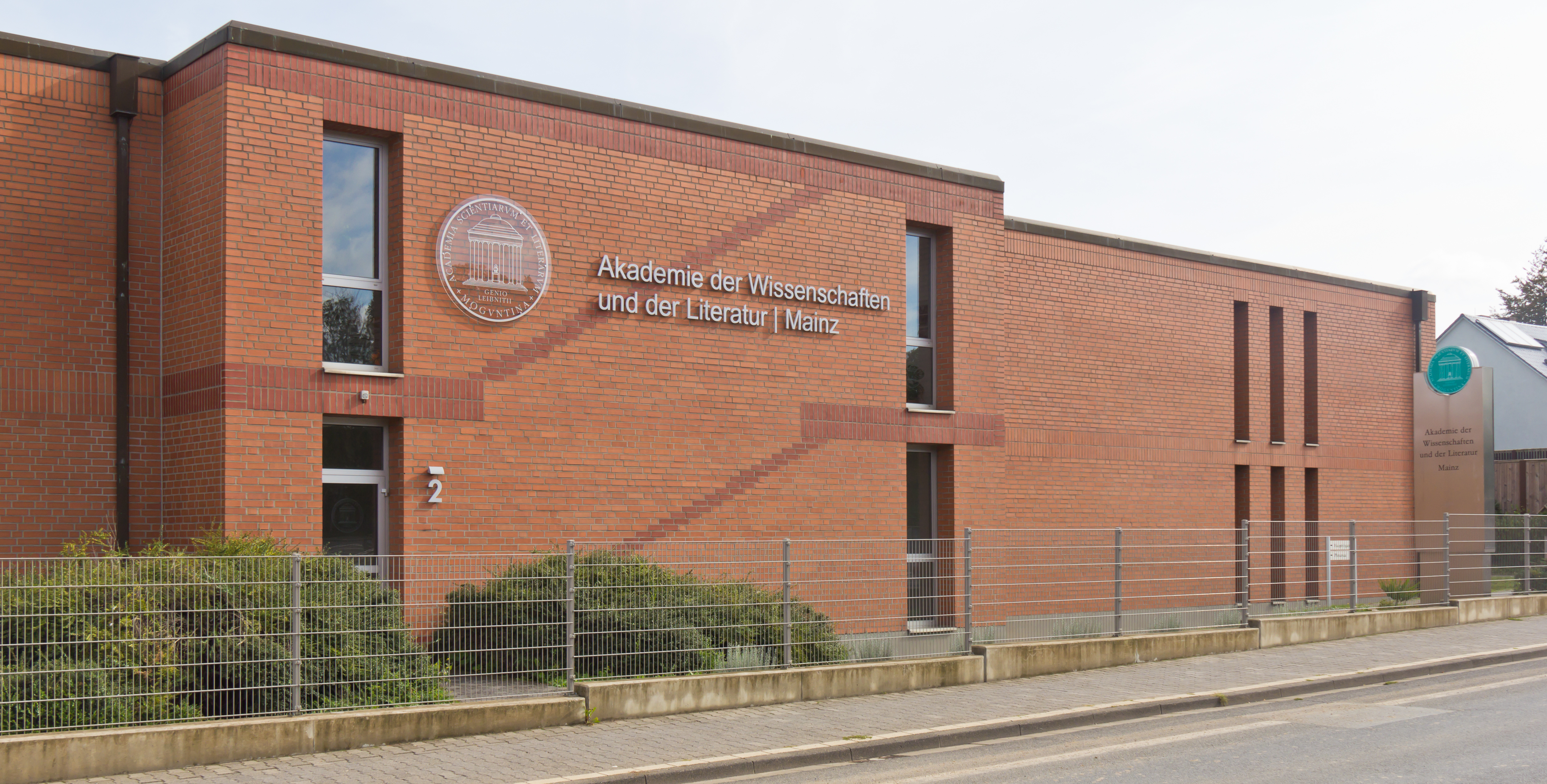

A Academia de Ciências e Literatura (em alemão:  Akademie der Wissenschaften und der Literatur Mainz, AdW Mainz) é uma academia de ciências em Mainz, Alemanha. Foi estabelecida em 1949.

## História
As raízes da academia remontam à fundação da Sociedade Eleitoral de Ciências de Brandemburgo por G.W. Leibniz em 1700. Essa sociedade mais tarde se tornou a Academia Prussiana de Ciências e, após a Segunda Guerra Mundial, a Academia de Ciências da RDA e a "Academia de Ciências e Literatura em Mainz". A preocupação de Leibniz, a que se refere o selo da Academia Mainz com o lema »Genio Leibnitii« (»No espírito de Leibniz«), era a associação de destacados cientistas de todas as disciplinas para promover a investigação interdisciplinar de ponta e dialogar sobre questões candentes do presente e da futura Sociedade.
A ideia de fundar uma Academia de Ciências e Literatura na Alemanha Ocidental surgiu em 1949 entre ex-membros da Academia Prussiana. Após a Segunda Guerra Mundial, eles queriam continuar suas pesquisas e projetos na recém-fundada República Federal.
Eles encontraram aliados para fundar a Academia Mainz na zona de ocupação francesa. De referir o General Raymond Schmittlein, que já promoveu a reconstrução da Universidade de Mainz e a criação do Instituto de História Europeia. Da mesma forma Alfred Döblin, que - voltou do exílio - trabalhou como oficial cultural em Baden-Baden e também tinha em mente o restabelecimento da Academia Prussiana de Artes e sua seção de poesia.

Em 9 de julho de 1949, foi fundada uma academia de ciências, que ocupava uma posição única no panorama acadêmico alemão, pois tinha uma aula de matemática e ciências naturais, bem como uma aula de ciências sociais e humanas, bem como uma aula de literatura (agora expandido para incluir música). A localização atual em Mainz foi escolhida como sede da recém-fundada academia desde o início.